# 普安镇 (岳池县)
普安镇，是中华人民共和国四川省广安市岳池县下辖的一个乡镇级行政单位。2019年12月，撤销花板乡，将其所属行政区域划归普安镇管辖。

## 行政区划
普安镇下辖以下地区：
余家场社区、八一村、高碑村、熊家坝村、会仙桥村、兰坝村、金山寺村、皮家湾村、龙神庙村、苟迪寺村、普光寺村、斜石坝村、吴家沟村、院龙寺村、高桥村、干堰塘村、斑竹园村、大石沟村、龙凤台村、白庙子村、接龙岭村、龙王沟村、百子坎村、新庙子村、三湾村、黄桷村、字库村、三官庙村、黄泥墙村和金台寺村。